# 아흐메드 세쿠 투레 국제공항

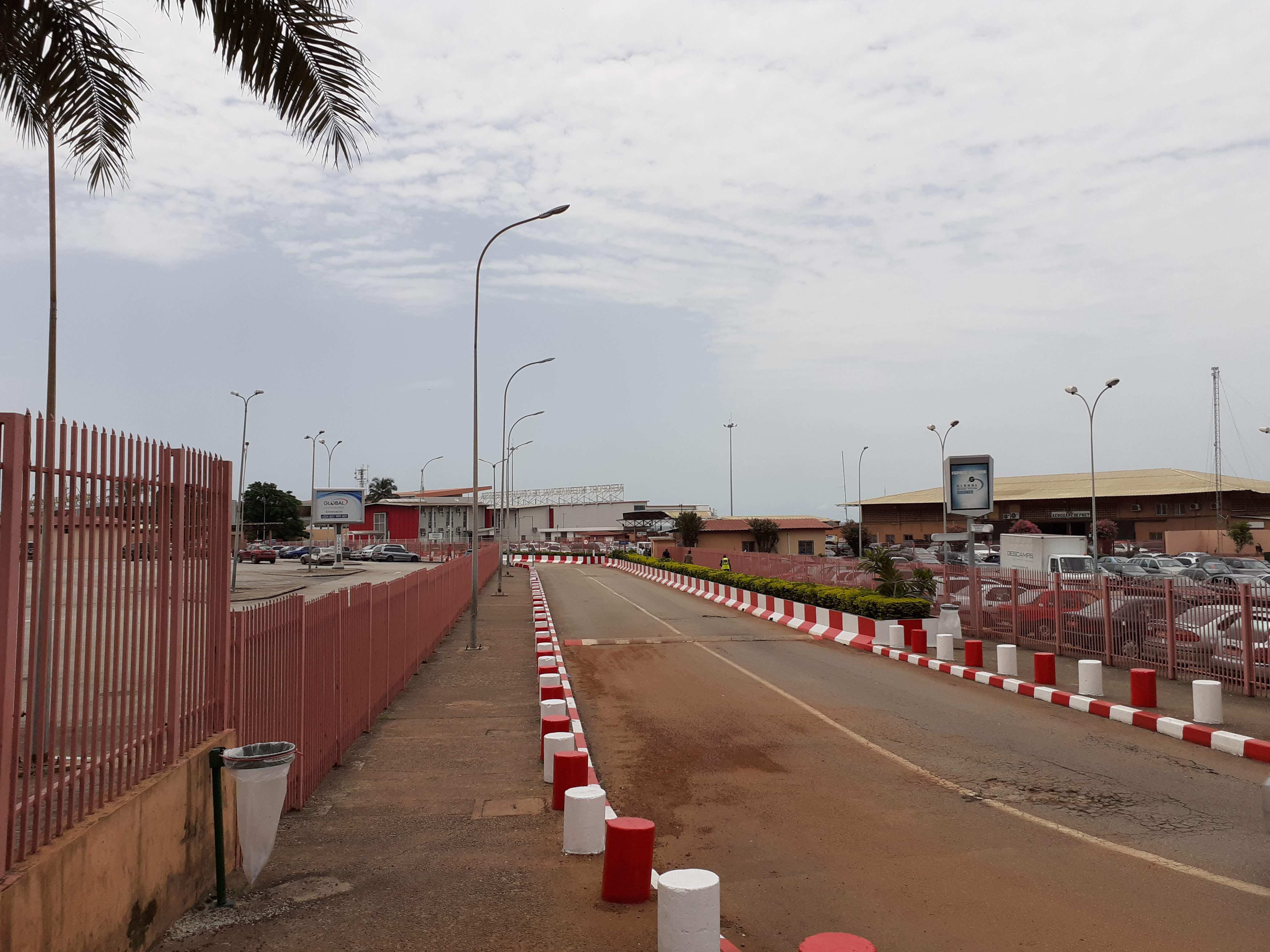

아흐메드 세쿠 투레 국제공항(Ahmed Sékou Touré International Airport, IATA: CKY, ICAO: GUCY), 코나크리 국제공항(Conakry International Airport), 그베시아 국제공항(Gbessia International Airport)은 서아프리카 기니의 수도 코나크리를 관할하는 공항이다.
이 공항은 국내선 터미널과 국제선 터미널로 양분되어 있다. 수많은 서아프리카, 북아프리카, 유럽 항공편이 이 공항을 이용한다.
1945년 설립되었다.